# Michele Regan lo sfruttatore
Michele Regan lo sfruttatore (The Boss) è un film muto del 1915 diretto da Émile Chautard. Il soggetto si basa sul lavoro teatrale The Boss di Edward Sheldon. La commedia aveva debuttato a Broadway all'Astor Theatre il 30 gennaio 1911 con la regia di Holbrook Blinn e di William A. Brady, produttore nel 1915 della versione cinematografica.

## Trama
Con il denaro vinto con un incontro di boxe, Michael Regan apre un'attività che gli permette, con il suo successo negli affari, di salire nella scala sociale. Pagando una miseria i lavoranti, ottiene il controllo del mercato del trasporto del grano, prima detenuto da Griswold, un suo rivale ora sull'orlo del fallimento. Quando conosce la figlia di Griswold, Emily, la chiede in moglie, offrendosi come socio al futuro suocero. Emily lo sposa, ma il matrimonio non viene consumato. Il figlio di Griswold provoca uno sciopero e, mentre parla agli operai, Porkey McCoy, un amico di Regan, gli tira un mattone per farlo tacere. A venire arrestato è Regan, accusato di essere stato l'istigatore dell'atto. In prigione, l'uomo propone ad Emily di sciogliere il loro matrimonio, ma lei, che ha cominciato ad amarlo, rifiuta. Quando Regan esce dal carcere, i due sposi iniziano una nuova vita insieme.

## Produzione
Il film fu prodotto dalla William A. Brady Picture Plays.

### Cast
- Holbrook Blinn (1872-1928): attore teatrale, lavorò anche per il cinema, girando circa una trentina di pellicole. A Broadway, era stato il protagonista di The Boss, di cui aveva curato anche la regia insieme a Brady. Questo fu il suo secondo film.
- Alice Brady (1892-1939): fu uno dei primissimi ruoli per l'attrice, che era figlia del produttore. Protagonista femminile, nella parte di Emily Griswold, era infatti figlia di William A. Brady, importante impresario teatrale che, a Broadway, era stato il regista della commedia di Sheldon insieme a Blinn.

## Distribuzione
Distribuito dalla World Film, il film uscì nelle sale cinematografiche USA il 24 maggio 1915 con il titolo originale The Boss. In Italia, distribuito dalla Stanley con visto di censura n. 12553, prese il titolo di Michele Regan lo sfruttatore, in una versione di 1557 metri.